# Carex aristatisquamata
Espèce
Classification phylogénétique
Carex aristatisquamata est une espèce de plantes du genre Carex et de la famille des Cyperaceae.